# Provincie
Provincia este o diviziune administrativă a unei țări sau a unui stat. Termenul provine din latină de la cuvântul „provincia” care era o diviziune a Republicii Romane și apoi a Imperiului Roman pentru teritoriul aflat  în afara Italiei.
În unele țări provinciile au fost create în mod artificial de puterile coloniale, iar în altele au fost formate în jurul unor grupuri locale cu propriile lor trăsături și identități etnice. În unele țări termenul este folosit în sens metaforic, însemnând „în afara capitalei” sau „în afara metropolei”. 
Termenul „provincie” este încă folosit de unele biserici sau congregații în sensul de provincie ecleziastică.

## Etimologie
Cuvântul provincie, moștenit în limbile moderne din latină prin intermediul francezei, este compus din prepoziția pro („pentru”) și infinitivul verbului vincere („a învinge”).